# وثيقة الاستقلال المغربية
إعلان استقلال المغرب (أو وثيقة الاستقلال، وتعرف أيضًا باسم بيان استقلال مملكة المغربية أو إعلان 11 يناير 1944)، هي وثيقة دعا فيها القوميون المغاربة إلى استقلال المغرب بمجموعه الوطني في عهد محمد الخامس بن يوسف، فضلا عن إقامة حكومة دستورية ديمقراطية تضمن حقوق جميع فئات المجتمع.
يشكل هذا اليوم إحدى المحطات الرئيسية في تاريخ الكفاح الوطني الذي خاضه العرش والشعب المغربي من أجل الحرية والانعتاق من رقبة الاستعمار ضد الظهير البربري في 28 أغسطس 1930، ولدلالته الرمزية الكبيرة فإن يوم 11 يناير هو يوم عطلة رسمي في المغرب.

## السياق التاريخي

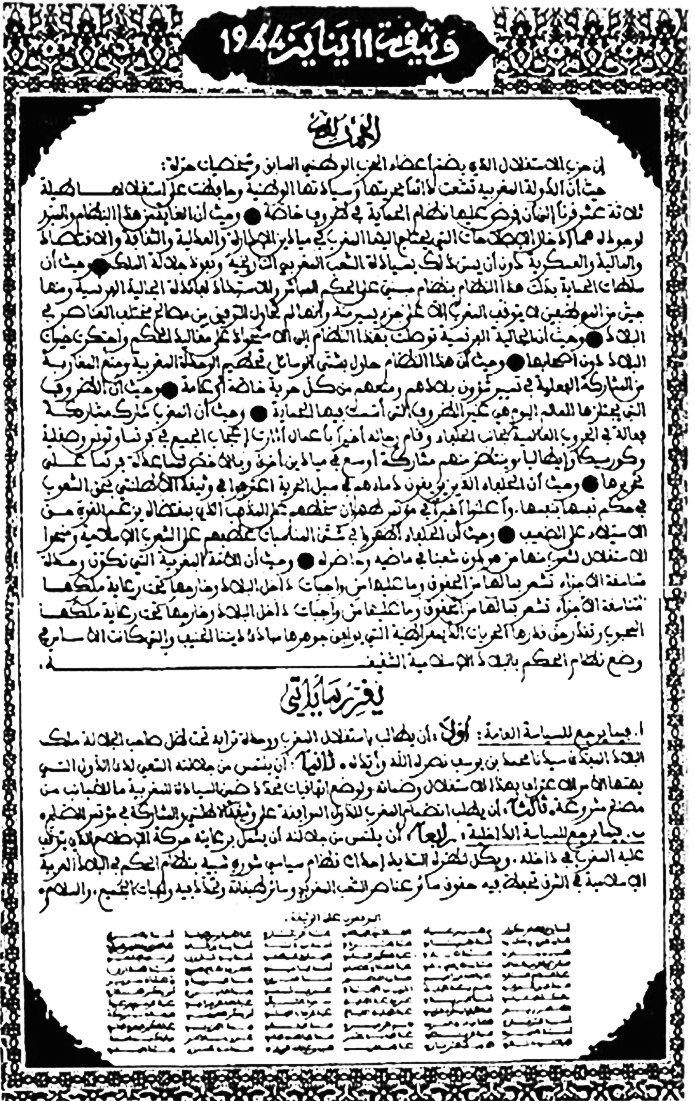
وثيقة الاستقلال 11 يناير 1944

في 8 نوفمبر 1942، هبطت قوات الحلفاء في المغرب الذي كان محمية فرنسية منذ معاهدة فاس عام 1912 كجزء من عملية الشعلة. أدت هذه العملية إلى تحرير المغرب من الإدارة الاستعمارية المتعاونة إلى حد كبير والمتعاطفة مع فيليب بيتان، وهو التطور الذي كان يبشر بالخير للقوميين المغاربة.
لم يُظهر السلطان محمد الخامس ملك المغرب الذي كان سجينًا فعليًا للإدارة الاستعمارية أي تعاطف علني تجاه ألمانيا النازية وقام بحماية اليهود المغاربة من السياسات المعادية للسامية. خلال مؤتمر الدار البيضاء في يناير 1943، أكد الرئيس فرانكلين روزفلت للسلطان محمد الخامس أن الولايات المتحدة ستدعم استقلال المغرب بعد الحرب.
في 11 يناير 1944 قام رجال الحركة الوطنية بتنسيق مع الملك محمد الخامس، بخوض معركة نضالية حاسمة. تمثلت في تقديم وثيقة المطالبة بالاستقلال إلى سلطات الحماية الفرنسية وتسليم نسخ منها إلى المقيم العام غابرييل بيو وإلى القنصلين العامين لبريطانيا العظمى والولايات المتحدة وإلى الجنرال ديغول وسفير الاتحاد السوفيتي بالجزائر الفرنسية.
بعد أن قدم أعضاء كتلة العمل الوطني وثيقة مطالب الشعب المغربي في 1 دجنبر 1934، تطورت هذه المطالب بعد تغير المشهد العام في المغرب، حيث تعرض بعض قادة الحركة الوطنية في نهاية الثلاثينات للاعتقال أو النفي، وخاصة بعد أحداث بوفكران سنة 1937، وتأسيس أحزاب جديدة منها حزب الاستقلال وحزب الشورى والاستقلال و«حزب الوحدة المغربية» و«حزب الإصلاح الوطني» و«الحزب الشيوعي» (تأسس سنة 1943م)، وانعقاد مؤتمر آنفا في يناير 1943، الذي كان فرصة للقاء بين السلطان محمد بن يوسف والرئيس الأمريكي روزفلت حيث عرض السلطان مطالب المغرب. فقدمت الحركة الوطنية وثيقة يوم 11يناير 1944 تطالب فيها باستقلال المغرب ووحدة ترابه، وكان رد سلطات الحماية الفرنسية بشن حملة اعتقالات بعد أيام من تقديم الوثيقة.

## بيان الوثيقة

### نص وثيقة الاستقلال
(11 يناير 1944)

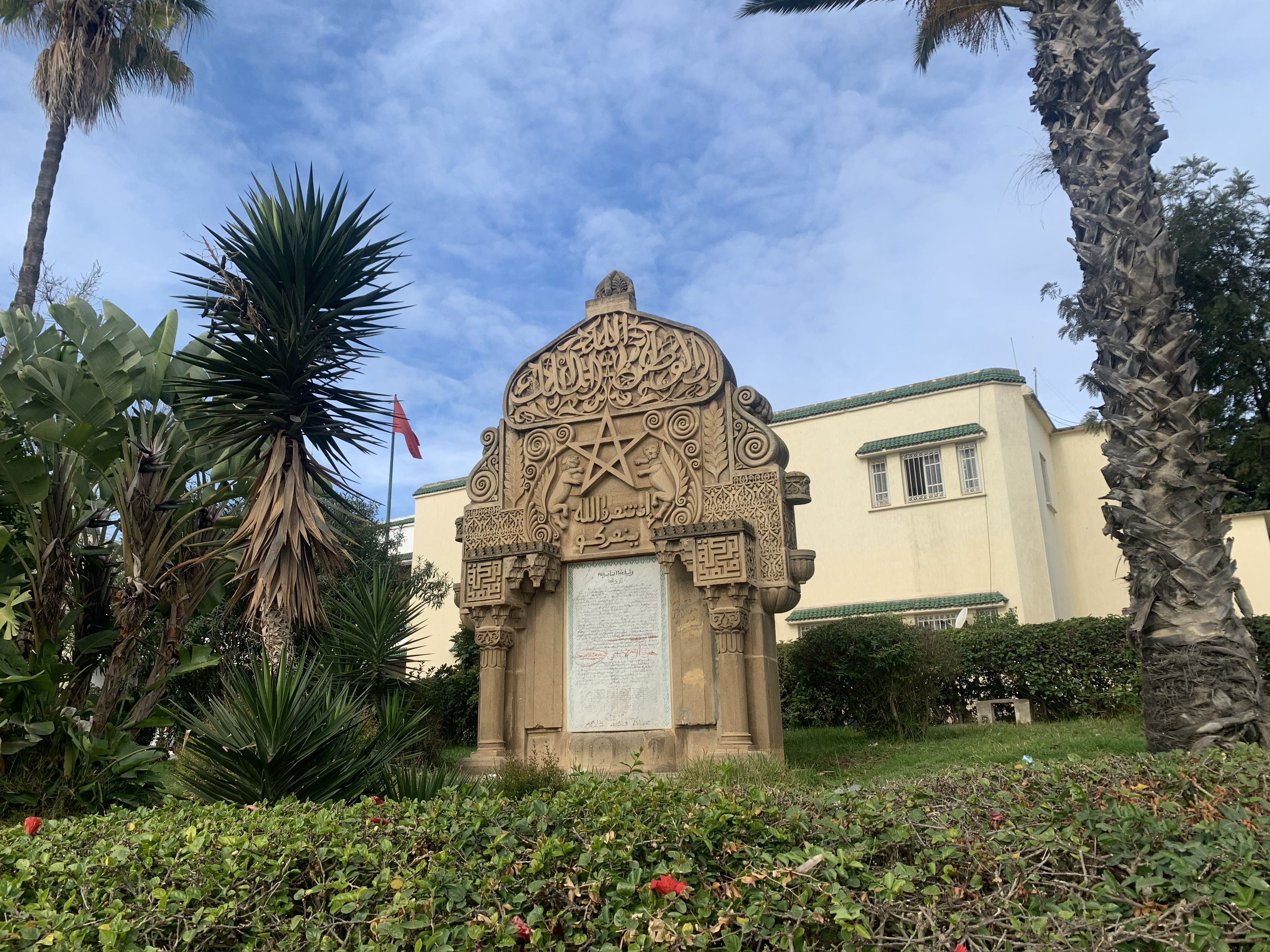
نصب تذكاري لوثيقة 11 يناير 1944 بمدينة سلا المغربية

| وثيقة الاستقلال المغربية | الحمد لله إن حزب الاستقلال الذي يضم أعضاء الحزب الوطني السابق وشخصيات حرة: حيث إن الدولة المغربية تمتعت دائما بحريتها وسيادتها الوطنية وحافظت على استقلالها طيلة ثلاثة عشر قرنا إلى أن فرض عليها نظام الحماية في ظروف خاصة وحيث أن الغاية من هذا النظام والمبرر لوجوده هما إدخال الإصلاحات التي يحتاج إليها المغرب في ميادين الإدارة والعدلية والثقافة والاقتصاد والمالية والعسكرية دون أن يمس ذلك بسيادة الشعب المغربي التاريخية ونفوذ جلالة الملك وحيث أن سلطات الحماية بدلت هذا النظام بنظام مبني على الحكم المباشر والاستبداد لفائدة الجالية الفرنسية ومنها جيش من الموظفين لا يتوقف المغرب إلا على جزء يسير منه وأنها لم تحاول التوفيق بين مصالح مختلف العناصر في البلاد وحيث أن الجالية الفرنسية توصلت بهذا النظام إلى الاستحواذ على مقاليد الحكم واحتكرت خيرات البلاد دون أصحابها وحيث أن هذا النظام حاول بشتى الوسائل تحطيم الوحدة المغربية ومنع المغاربة من المشاركة الفعلية في تسيير شؤون بلادهم ومنعهم من كل حرية خاصة أو عامة وحيث أن الظروف التي يجتازها العالم اليوم هي غير الظروف التي أسست فيها الحماية وحيث أن المغرب شارك مشاركة فعالة في الحروب العالمية بجانب الحلفاء وقام رجاله أخيرا بأعمال أثارت إعجاب الجميع في فرنسا وتونس وصقلية وكرسيكا وإيطاليا، وينتظر منهم مشاركة أوسع في ميادين أخرى وبالأخص لمساعدة فرنسا على تحريرها وحيث أن الحلفاء الذين يريقون دماءهم في سبيل الحرية اعترفوا في وثيقة الأطلنتي بحق الشعوب في حكم نفسها بنفسها، وأعلنوا أخيرا في مؤتمر طهران سخطهم على المذهب الذي بمقتضاه يزعم القوي حق الاستيلاء على الضعيف وحيث أن الحلفاء أظهروا في شتى المناسبات عطفهم على الشعوب الإسلامية ومنحوا الاستقلال لشعوب منها من هو دون شعبنا في ماضيه وحاضره وحيث أن الأمة المغربية التي تكون وحدة متناسقة الأجزاء تشعر بما لها من الحقوق وما عليها من واجبات داخل البلاد وخارجها تحت رعاية ملكها المحبوب وتقدر حق قدرها الحريات الديمقراطية التي يوافق جوهرها مبادئ ديننا الحنيف والتي كانت الأساس في وضع نظام الحكم بالبلاد الإسلامية الشقيقة. يقرر ما يأتي: أولاً: أن يطالب باستقلال المغرب ووحدة ترابه تحت ظل صاحب الجلالة ملك البلاد المفدى سيدنا محمد بن يوسف نصره الله وأيده. ثانياً: أن يلتمس من جلالته السعي لدى الدول التي يهمها الأمر الاعتراف بهذا الاستقلال وضمانه، ولوضع اتفاقيات تحدد ضمن السيادة المغربية ما للأجانب من مصالح مشروعة. ثالثاً: أن يطلب نظام المغرب للدول الموافقة على وثيقة الأطلنتي والمشاركة في مؤتمر الصلح. رابعاً: أن يلتمس من جلالته أن يشمل برعايته حركة الإصلاح الذي يتوقف عليه المغرب في داخله، ويكل لنظره السديد إحداث نظام سياسي شوري شبيه بنظام الحكم في البلاد العربية الإسلامية في الشرق تحفظ فيه حقوق سائر عناصر الشعب المغربي وسائر طبقاته وتحدد فيه واجبات الجميع، والسلام. | وثيقة الاستقلال المغربية |

### الموقعون على الوثيقة
الموقعون على الوثيقة:
| - أحمد بن الطاهر مكوار - محمد بن العربي العلمي - الحسن بن جلون - محمد بن عبد الرحمان السعداني - عبد السلام المستاري - محمد البوعمراني - مليكة الفاسي - الطاهر زنيبر - الحاج أحمد الشرقاوي - أحمد المنجرة - الجيلالي بناني - الحسن بوعياد - أحمد الحمياني ختات - محمد غَازي - محمد بن الجيلاني بناني - عبد الله إبراهيم - قاسم بن عبد الجليل - أحمد اليزيدي - عبد الكريم ابن جلون التويمي - الصديق بن العربي - محمد الرفاعي - الحفيان الشرقاوي | - الهاشمي الفيلالي - محمد السودي (مغربي) - عبد الكبير بن عبد الحفيظ الفهري الفاسي - عبد الهادي الصقلي (مغربي) - محمد بن الخضير - إدريس المحمدي - عمر بن عبد الجليل - عبد الجليل القباج - قاسم زهيري - عبد الله بن عمر الرحماني - عبد القادر حسن - محمد الزغاري - أحمد بن عثمان بن دلة الإدريسي - محمد العيساوي المسطاسي - أحمد بحنيني - محمد الغزاوي - السيد عمر بن شمسي - مسعود الشيكر - عبد الوهاب الفاسي الفهري - محمد البقالي - محمد الفاطمي الفاسي - الحسين بن عبد الله الورزازي | - عبد الحميد بن مولاي أحمد الزموري الإدريسي - أحمد بن إدريس بن بوشتى - أحمد بنشقرون - ناصر بن الحاج العربي الحسيني - محمد اليزيدي - محمد بن الحاج أحمد الديوري - عبد الله الرجراجي - بوبكر الصبيحي - محمد الجزولي - عمرو بناصر - محمد بن عزو - أحمد بلافريج - عبد العزيز بن ادريس العمراوي - بوشتى الجامعي - محمد الحمداوي - عثمان جوريو - أبو بكر القادري - عبد الرحيم بوعبيد - المهدي بن بركة - عبد الكبير الفهري الفاسي - مبارك الغراس - محمد الفاسي |

## النتائج
كان رد فعل الإقامة فوريا تمثل في:
الضغط العام والفوري على السلطان محمد الخامس بن يوسف للتنديد علنا بالبيان واعتقال جميع القوميين المتشددين والأطراف الموقعة عليه.
في 28 يناير من نفس العام، ضربت موجة كبيرة من الاعتقالات صفوف الصفوة من الأحزاب السياسية المغربية أبرزها حزب الاستقلال وحزب الشورى والاستقلال، وتمثلت الاعتقالات في حبس أحمد بلافريج أمين عام حزب الاستقلال وإقالة وسجن عبد العزيز لحرش لمدة ثلاثة أشهر بسبب دعمه للبيان وتحريضه عمال البريد بالرباط على القيام بإضرابات.
هزت المظاهرات والاحتجاجات والانتفاضات البلاد والتي عضض من وهجتها سقوط العديد من الضحايا، لا سيما في مدن كبرى كالدار البيضاء وفاس والرباط وسلا. وقد أدانت المحاكم العسكرية عدداً كبيراً من المقاومين حتى الموت، مما أدى إلى غضب شعبي عارم وإدانة شديدة في صفوف الشعب والموقعين على البيان لتأجج موجة شعبية لم تجد نهايتها إلا مع نهاية الحماية والاستقلال السياسي للمغرب.